# Уговор о поверљивости података
Уговор о поверљивости података је писани правни уговор који се може закључити између послодавца и запосленог, између пружаоца услуге и примаоца као и између произвођача и купца.
Садржи обавезујуће услове којима се забрањује другој страни откривање поверљивих и приватних информација о компанији. Овим уговором се послодавци штите од изношења поверљивих информација, које обухватају делове података о специфичним знањима, пословној тајни, информације о клијентима или производима, стратешким плановима и друге информације које су поверљиве и власништво искључиво одређене компаније, а могу бити од користи конкуренцији.
Овај уговор наводи потписника да не може да открије или на било који начин профитира од информације која се односи на фирму са којом је потписао споразум, такође уговор је кључан за било ког инвеститора, послодавца или било коју другу страну који жели да заштити поверљиве информације. Како се значај поверљивих информација повећава тако се повећава и комплексност споразума.

## Коришћење уговора у другим ситуацијама
Уговор се такође може користити у другим ситуацијама, као што су:
- вршење интервјуа за посао током којег се износе поверљиве информације о компанији,
- када уговарач приликом склапања уговора користи податке о производима и услугама који су резултат текућег пословања,
- дискусије са продавцем у којима су укључене информације о производима, деловима производа, као и све информације битне за будуће пословање,
- ситуације које укључују акције и имовину друштва или било која интеракција током којих се деле поверљиве информације.[2]

## Сврха састављања уговора
Све поверљиве информације се односе искључиво на другу страну, страну са којом је овај уговор постигнут/потписан, у смислу да не сме да их користи у одређену намену. А сам уговор мора да одреди које су то намене, према којима би се те информације могле искористити. Најбоље би било када би у самом уговору било утврђено, што је прецизније могуће, обим информација које су обухваћене уговором. Некада странка која открива информације може бити невољна да опише или наведе било какву ствар везану за ту информацију у уговору, из страха да ће суштина те поверљиве информације бити видљива на самом уговору.

## Откривање уговора
Многи уговори о поверљивости немају одредбу откривања. Ова одредба замењује пристанак на поверљивост података с’ тим да прималац информације има право да прими информацију. Пошто друга страна која открива своје поверљиве информације, треба добро да размисли у којој мери ће то и учинити.

### Немогућност откривања
Прималац информације мора да пристане да не саопштава примљену информацију трећим лицима. Обим ове одредбе у највећој мери контролише саму „снагу“ Уговора о поверљивости података. Типична питања, у уговорима који садрже одредбе о не откривању, са којима можете бити суочени у изради и преговарању око израде уговора о поверљивости су:
1. О томе да ли треба пружити максималан напор у изради клаузула
2. Јавља се и питање колико треба ограничити саме клаузуле
3. Као и питање да ли само прималац информација треба да пристане да штити поверљиве информације на исти начин на који штити своје поверљиве информације[3]

## Ограничења на информације у уговорима о поверљивости
Практично сви уговори о поверљивости садрже одређена ограничења на типове информација за које се сматра да су поверљиве. На пример, ако је прималац информације већ знао информацију пре него што му је речена, или ако је раније информација откривена примаоцу од стране трећег лица, те информације неће бити третиране као поверљиве у оквиру споразума.

## Дужина рока у уговорима
Рок одређен уговором о поверљивости може бити изузетно важан. Сам рок мора бити довољно дуг да заштити интересе странке која исказује информације. Ипак, утврђен рок не треба бити неправедно одређен према примаоцу информације, тј. не треба да му представљају терет. Дужина рока у уговорима се најчешће протеже од једне до пет година.

## Остале одредбе уговора
Друге одредбе које се у уговорима о поверљивости података укључују су:
1. Одредба која омогућава да споразум остане на снази чак и ако се за један део споразума утврди да је неприменљив
2. Одредба која наводи да је споразум обавезујући и за наследнике
3. Одредба која омогућава право на повраћај поверљивих материјала после употребе примаоца
4. Одредба која наводи да ће у случају прекршаја уговора бити примљен налог од суда
5. Одредба која конкретно наводи да прималац информације поседује поверљиве податке о компанији
6. Одредба која наводи да сви настали спорови морају бити решени пред надлежним судом
7. Одредба која контролише дата права исказана у уговору